# Бернска розова
Бернска розова (на немски: Berner Rosenapfel) е швейцарски зимен сорт ябълки.
Плодовете са средно едри (ср.т. 100 гр.), плоско закръглени, зеленикавожълти с размита тъмна червенина. Узряват в края на септември. Плодовото месо е жълтеникаво, сочно, полустегнато, сладко-възкисело, нежно, приятно на вкус, ароматно. Дърво умерено растящо, с кълбовидна гъста корона.